# Tiểu Bảo và Khang Hy
Tiểu Bảo và Khang Hy (tên khác Lộc đỉnh ký) là một bộ phim truyền hình Đài Loan do Đài Loan sản xuất dựa theo tiểu thuyết Lộc đỉnh ký của nhà văn Kim Dung. Bộ phim dài 45 tập được phát sóng lần đầu vào năm 2001 trên kênh truyền hình TVB.

## Diễn viên

### Tiểu Bảo và Khang Hy
- Trương Vệ Kiện vai Vy Tiểu Bảo
- Đàm Diệu Văn vai hoàng đế Khang Hy

### 7 người vợ của Vi Tiểu Bảo
- Lâm Tâm Như vai công chúa Kiến Ninh
- Ngô Thần Quân vai Song Nhi
- Chu Ân vai A Kha/Trần Viên Viên
- Trương Tây vai Mộc Kiến Bình
- Mạch Gia Kỳ vai Phương Di
- Trần Pháp Dung vai Long Nhi
- Thư Kỳ vai Tiểu Kim Ngư

### Nhân vật khác
- Lương Gia Nhân vai Hồ Đắc Đế
- Trịnh Y Kiện vai Trần Cận Nam
- Ngô Mạnh Đạt vai Hải Đại Phú
- Từ Cẩm Giang vai Ngao Bái